# Gickelsberg (Kamenz)

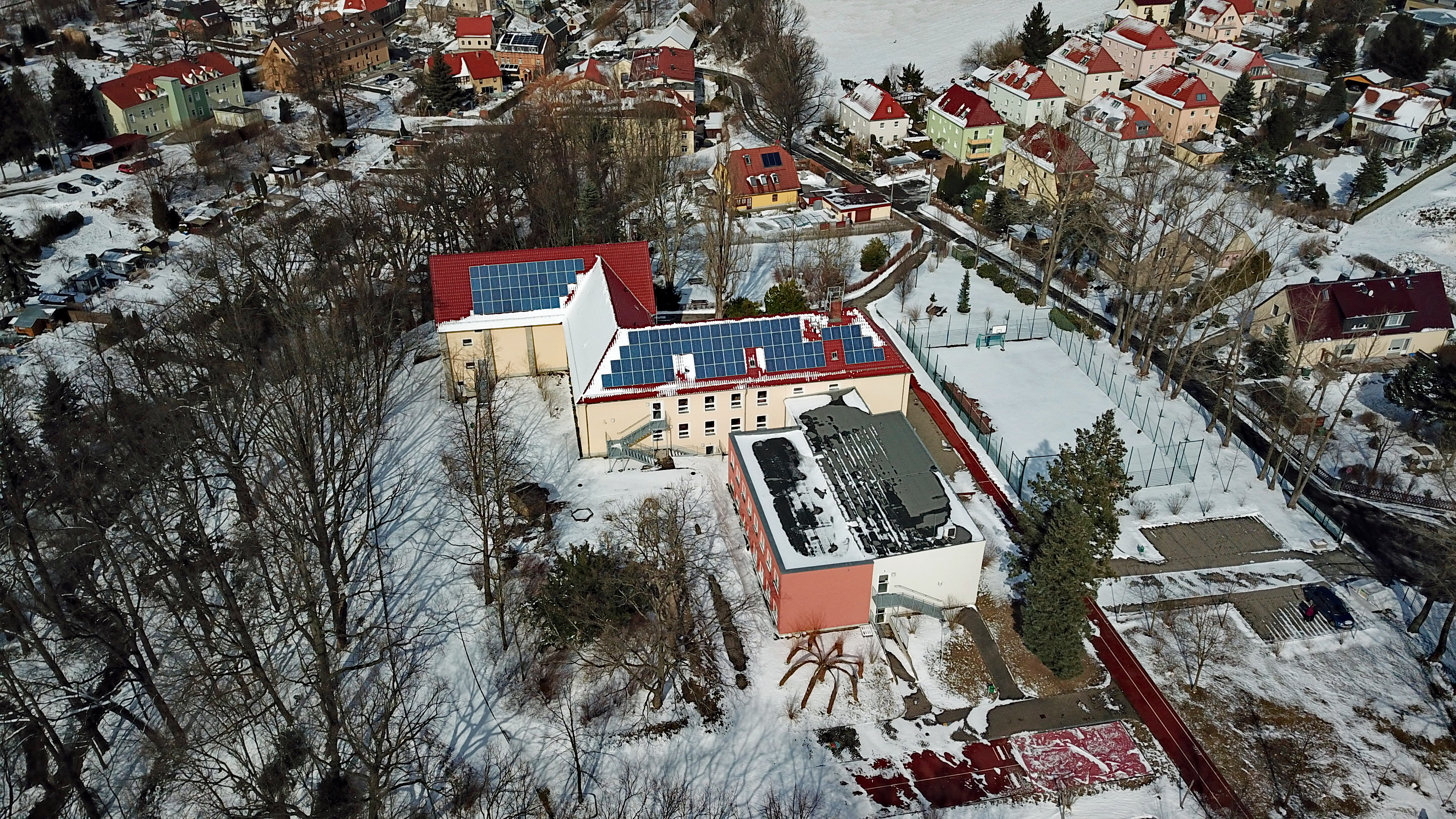
Grundschule am Gickelsberg und ehemalige Olympiasiedlung (rechts oben)

Der Gickelsberg ist eine 209,6 Meter hohe Anhöhe im Südosten der Stadt Kamenz. Der Berg besteht aus kontaktmetamorpher riphäischer Grauwacke der Kamenzer Serie. Der mit Laubwald bestockte nach Westen ausgerichtete Steilhang am Langen Wasser steht seit dem 15. Februar 2012 als Flächennaturdenkmal unter Schutz. Eine Kamenzer Straße, „Gickelsberg“, und die Grundschule „Am Gickelsberg“ wurden nach ihm benannt. Das bebaute Gebiet wurde 1936, im Jahr der Olympischen Spiele in Berlin und Garmisch-Partenkirchen, errichtet und „Olympiasiedlung“ genannt.

## Namensherkunft
Der Name des Gickelsberges ist vom Wort „gucken“ abgeleitet. Der Berg soll einst als Ausguck, als „Guckberg“ gedient haben. Die im Werk von Johann Gottfried Bönisch beschriebenen Lughäuschen und Wehrtürme, die sich auf dem Berg befunden haben sollen, lassen sich heute jedoch nicht mehr nachweisen.

## Flächennaturdenkmal
Unterhalb der Schule Am Gickelsberg am Südrand von Kamenz im Durchbruchstal des Langen Wassers befindet sich das Flächennaturdenkmal Gickelsberg. Der „geschützte Hangwald auf Grauwacke, Grauwackeschutt und Lehmböden“ umfasst circa 0,68 Hektar. Der Restwald eines Eichen-Hainbuchenwaldes auf trockenwarmem Standort ist typischer Vertreter des natürlichen Vegetationspotentiales der collinen oder Hügellandstufen.
Wie auch der Eulenfelsen und der Felsen an der Kuckucksburg dokumentieren die Felsen am Gickelsberg die Geomorphogenese der Landschaft um Kamenz.